# とんでもないオヤジ
『とんでもないオヤジ』は、Wataru Studioによる日本の漫画作品。元はニコニコ静画に投稿された漫画作品だったが、のちに『マンガハック』など多数のサイトで掲載されるようになった。コミックスは電子書籍がナンバーナインより、書籍の1巻がKADOKAWAから2021年10月4日に刊行されている。キャッチコピーは『1コマ後すら予測不可能！ 鬼才・Wataru Studioの世界!!』。

## 作品概要
主人公のオヤジこと『先生』と、その弟子である『マックス』を中心に、江戸時代と現代文化の入り混じる奇妙な街で物語が展開される。

## あらすじ
街に突如として現れたネコ化の巨大妖怪。オヤジはいつものように弟子のマックスをスマートフォンで呼び出し、討伐に向かうよう指示を出す。しかしマックスはそれに応じず、『一回家に来てくれ、話はその後だ』とだけ言い電話を切る。急いでマックスの家に向かうオヤジを待っていたのは…

## 登場人物
オヤジ
本作の主人公。先生とも呼ばれる。スキンヘッドにひげを生やした中年男性。普段は緑色の着物を着ているが、多くのシーンではふんどし一丁の姿で登場している。物語の途中まで変態妖怪『紫式デ部』に取り憑かれており、その影響で驚異的な再生能力を持っていた上、マックスに盗撮などの変態行為を働いていた。それゆえマックスから嫌われていたが、紫式デ部から解放された後はマックスと和解した。マックスからは「先生は元から変だった」と評されており、紫式デ部から開放された後も毎回奇行に走っている。
マックス
オヤジの弟子。金髪でオールバックの西洋人風の男性。妖怪退治の仕事をしている。オヤジに剣術や武術を教わり、オヤジのことは慕っていたが、オヤジに風呂場やトイレを盗撮されていたことに気づきショックを受ける。オヤジが紫式デ部から解放された後はオヤジと和解したが、ブドウ化した際ミキサーに入れられたことでオヤジに絶交を言い渡す。変態妖怪化していたとはいえ、オヤジをみじん切りにしたことを後悔していたり、基本的に登場人物の非常識な行動を咎める数少ない常識人。
山田（やまだ）
マックスの隣人である銀髪の女性。金色のボールに変化することができる能力を持つ。それ故にマックスからは『金玉』と呼ばれている。またマックスのことも同様に『金玉』と読んでいる。
波乱・万丈（はらん・ばんじょう）
アイドルグループ『江戸っ子シスターズ』をプロデュースしている人物。オーディションに突然割り込んできたオヤジを「面白い」という理由で採用した。
ヘン・タ医師（へん・たいし）
5年前にオヤジを変態化させた張本人。かつては変態妖怪の専門医師だったが、ある時期を境に過激派の変態指導者となりテロを起こすようになる。その正体は波乱・万丈で、『国民の変態率を80%に引き上げ、変態のオアシスを作る』という野望を実現させるために活動していた。オヤジがメンバーを抜けた後もオヤジのことを密かに追跡しており、江戸っ子シスターズの面子を変態化させオヤジに襲いかかるが第弐妖怪取締局に逮捕される。
エリカ・豊臣（エリカ・とよとみ）
『波乱・万丈』がプロデュースするアイドルグループ『江戸っ子シスターズ』のメンバーである金髪の西洋人風の女性。何故かオーディションに合格しメンバー入りしたオヤジとは犬猿の仲で、お互い罵倒し合っている。
チョーチン
頭がちょうちんになっているアンドロイド。人型ロボットのような見た目をしているが本来の用途は照明らしい。高度な意思と知能を持っており、人間と普通に会話できる。頭から火炎放射をすることができ、結果的にオヤジを紫式デ部から救うことになる。一見常識人のようだが、マックスの言いつけを破り、オヤジにマックスの居場所を伝えているなど問題行動を起こしている。

## 作中の用語
ミラクル解決センター（ミラクルかいけつセンター）
あらゆるトラブルをミラクルな感じで解決してくれるサービス。オヤジが難を逃れようと利用しているものの何かと失敗に終わっている。
妖怪取締局（ようかいとりしまりきょく）
妖怪や変態による犯罪行為を取り締まる組織。警察とは別組織である。
地獄（じごく）
重度の罪を犯した妖怪や変態が普通の刑務所の代わりに移送される場所。囚人は閻魔の許しがない限り一生出ることが出来ず、死亡した場合でも『閻魔の壺』によって強制的に蘇生される。オヤジが逮捕された際に移送されたが、紫式デ部の暴走により脱獄に成功する。
閻魔の壺（えんまのつぼ）
複数のケーブルに繋がれ謎の液体で満たされた壺。ここに入れられた死体は閻魔によって蘇生される。1度目の脱獄で死亡したオヤジが入れられたが、蘇生時に紫式デ部が凶暴化し暴走する。

## 書誌情報
- Wataru Studio『とんでもないオヤジ』KADOKAWA〈ヒューコミックス〉、既刊1巻（2021年10月4日現在）
  1. 2021年10月4日発売[1][4]、ISBN 978-4-04-680904-9